# Arne Eld Sandström
Arne Eld Sandström, född 22 april 1905 i Stockholm, död 13 mars 2001 i Uppsala, var en svensk fysiker och skribent.
Sandström studerade fysik vid Uppsala universitet, blev filosofie licentiat 1933. Hans forskning inriktade sig mot röntgenspektroskopi och han disputerade 1935 på avhandlingen An investigation into X-ray absorption spectra. 1935-1948 arbetade han tidvis som lektor vid olika läroverk i Stockholm, Uppsala och Norrköping. Han blev 1946 docent i Uppsala och 1948 utnämndes Sandström till laborator i fysik vid Uppsala universitet och som sådan ledde han fysikinstitutionens laborativa undervisning. 
Under hans tid som laborator kom Sandströms forskning att röra jordens magnetfält och den kosmiska strålningens utbredning i atmosfären. 1957 gjorde han och hans medarbetare en mycket uppmärksammad flygning jorden runt med ett DC-7-plan. Planet var fyllt med instrument för att under färd mäta jordmagnetism och kosmisk strålning. Med på färden fanns en skara journalister som i stora tidningsreportage berättade om resan.
Vid sidan av sin forskning var Sandström en flitig populärvetenskaplig skribent i dagspressen och gav ut ett par böcker om fysik och astronomi riktade till allmänheten.
År 1964 tilldelade Sveriges regering Sandström professors namn. Han invaldes som ledamot av Vetenskaps-Societeten i Uppsala 1962.